# Чекалевский, Пётр Петрович
Пётр Петро́вич Чекалевский (16 января 1751, Санкт-Петербург — 7 мая 1817, там же) — русский государственный деятель и писатель

, вице-президент (с 1799), исполняющий обязанности президента (с 1811) Императорской Академии художеств, действительный статский советник. Сын П. М. Чекалевского.

## Биография

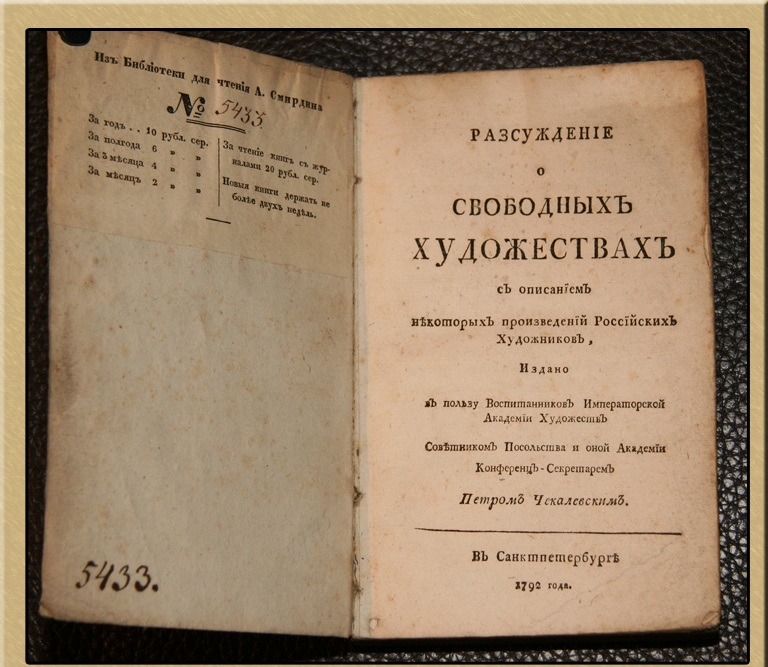
П. П. Чекалевский. «Рассуждение о свободных художествах, с описанием некоторых произведений российских художников» (СПб., 1792)

В 1765 году из сержантов артиллерии был определён на службу в Коллегию Иностранных Дел и в 1767 году получил там место актуариуса; в 1770 году назначен переводчиком и отправлен на службу в Вену при полномочном министре князе Д. М. Голицыне; в 1776 году был переведён в Копенгаген, где в отсутствие министра-резидента в течение пяти лет оставался поверенным в делах при датском дворе. С 1781 до конца 1784 года служил советником Коллегии иностранных дел.
По предложению президента Императорской Академии художеств И. И. Бецкого с 1 января 1785 года был определён на должность конференц-секретаря Академии.
В августе 1799 года был назначен вице-президентом Академии художеств.
3 марта 1800 году был произведён в чин действительного статского советника.
Масон, член-основатель ложи «Соединённых друзей» в Петербурге, а которую в это же время входил А. С. Строганов. В 1812—1816 годах — великий собиратель милостыни Великой провинциальной ложи (одно время именовалась ложей «Владимира к порядку»). В 1816 году был также основателем ложи «Северных друзей» в Петербурге.
После смерти президента графа Строганова, министр народного просвещения граф А. К. Разумовский, хорошо знавший Чекалевского по дипломатической службе, на чрезвычайном собрании Академии 12 октября 1811 года объявил Высочайшую волю, чтобы Академия художеств, впредь до повеления, управлялась вице-президентом Чекалевским. П. П. Чекалевский управлял Академией до самой смерти. Внёс значительный вклад в разработку методических основ преподавания в Академии.
Был членом двух Высочайше назначенных комиссий: одной для постройки в столице памятника А. Суворову, а другой по постройке Казанского собора.
Похоронен в Александро-Невской лавре на Лазаревском кладбище (VI уч.); барельеф с могилы находится в фондах Музея городской скульптуры.

## Научные труды
В 1792 году издал Чекалевский издал в пользу воспитанников Императорской академии художеств свой научный труд «Рассуждение о свободных художествах, с описанием некоторых произведений российских художников» (СПб., 1792). «Это был один из первых отечественных теоретических трактатов по эстетике классицизма. В нём, постоянно ссылаясь на И. Винкельмана, автор излагал суть педагогического метода русского академического искусства».
В 1810 году был опубликован трактат Чекалевского «Опыт ваяния из бронзы одним приёмом колоссальных статуй» (Essai sur les op érations pratiqué es lors de la fusion en bronze des statues colossales d’un seul jet, СПб., 1810), одновременно на русском и французском языках, с посвящением императору Александру I, в которой описан способ отливки колоссальных статуй, практиковавшийся в литейной мастерской Академии художеств; для учеников этой мастерской книга на протяжении ряда лет служила незаменимым руководством.

## Награды
Заслуги П. Чекалевского были признаны и высоко ценимы императорами Павлом I и Александром I. Имел ордена до Св. Анны І степени включительно, причём, в одном 1802 году ему были пожалованы бриллиантовый крест Св. Анны 2 степени, Св. Владимира 4 степени и Св. Владимира 3 степени; кроме того, от Павла І он получил табакерку с бриллиантами, а от Александра I — бриллиантовый перстень за посвящение императору своего «Опыта».